# Mojo
Mojo是由Modular公司开发的一种基于MLIR编译器框架的编程语言，旨在为人工智能等领域的软件开发提供统一的编程框架。
Mojo语言为Python语言的超集，故也被称为Python++ 。同时，它还具有C++的速度与Rust的安全性。
Mojo语言于2023年5月推出，最初仅能在浏览器的Jupyter笔记本中使用，2023年9月起开始提供Linux本地版本。Modular公司团队还开发了支持Mojo语言的Visual Studio Code扩展。

## 原始设计与开发
2022年，Swift语言创始人克里斯·拉特纳和Google机器学习产品经理蒂姆·戴维斯（Tim Davis）共同创立了Modular公司。2022年9月，Modular公司在内部发布了Mojo的初始版本，支持MLIR编译器框架提供的高级编译功能。
Mojo语言的类型系统是同时包含静态类型和动态类型的混合系统，开发者可以为其编写的函数自由选择是否使用高性能静态类型。

## 与Python的对比
Mojo语言旨在与Jupyter生态系统完全兼容。目前，其尚未做到完全与Python 3.x源代码兼容，而仅支持Python语法的子集。在此基础上，Mojo还支持Python没有的高性能低级编程语言的功能，如能使用“fn”关键字创建类型化、可编译的函数，或使用“struct”关键字创建可优化内存使用的类。Mojo还能通过CPython来调用现有的Python 3.x代码。此外，Mojo借鉴Rust引入了Python所没有的借用检查器。

## 实例
使用Mojo语言编写的Hello world程序与Python相同：
```
print
(
'Hello, World!'
)

```